# Kilômét Trái đất thẳng đứng
Kilômét Trái đất thẳng đứng (tiếng Đức: Vertikaler Erdkilometer) là một tác phẩm nghệ thuật cố định do Walter De Maria tạo ra trong Công viên Friedrichsplatz, trước mặt Fridericianum ở thành phố Kassel, Đức. Kilômét Trái đất thẳng đứng là một thanh đồng đặc, dài một km (3.280,84 ft.) và có đường kính 2 inch (5,1 cm). Đỉnh thanh đồng bằng phẳng và được đặt trong một cái bệ hình vuông 2 mét làm bằng đá sa thạch đỏ. Thanh đồng được lắp đặt vào năm 1977 trong buổi triển lãm documenta 6. Kilômét Trái đất thẳng đứng là một trong mười một địa điểm do Dia Art Foundation quản lý.
Đồng hành với Kilômét Trái đất thẳng đứng là tác phẩm nghệ thuật năm 1979 của De Maria ở thành phố New York có tên Kilômét bị vỡ (tiếng Anh: The Broken Kilometer).

## Thiết kế
Kilômét Trái đất thẳng đứng là một thanh đồng tròn đặc nặng 18 tấn. Đường kính thanh đồng là 5 cm và chiều dài là 1 km. Thanh được đưa vào trái đất sao cho một đầu rộng năm cm nằm ngang với bề mặt trái đất và được đặt ở giữa một tấm sa thạch đỏ hình vuông rộng hai mét. Công trình được đặt ở thành phố Kassel, Đức, trong công viên Friedrichsplatz trước mặt bảo tàng Fridericianum. Không có biển hiệu đánh dấu hay giải thích nào gần đó.
Khi xem phần trên cùng của tác phẩm nghệ thuật, phần duy nhất có thể nhìn thấy từ trên mặt đất, Ella Morton, một phóng viên của Tạp chí Slate cho biết "nó trông giống như một đồng xu bị đánh rơi, bị lãng quên và bị dẫm đạp lên trong nhiều thập kỷ...". Ken Jennings của tờ Conde Nast Traveller lưu ý rằng công trình trông giống như cột mốc kilômét số 0 được thấy ở nhiều nước châu Âu.
Documenta đưa ra nhiều cách diễn giải bao gồm thanh đồng khiến chúng ta suy nghĩ về Trái Đất và vị trí của nó trong vũ trụ và một hành động tượng trưng để trả lại kim loại quý hiếm cho Trái đất. Documenta cũng lưu ý rằng Kilômét Trái đất thẳng đứng là một tác phẩm của nghệ thuật Tối giản, Khái niệm và Đất ("Land"), ba "chiến lược nghệ thuật quan trọng của thời kỳ."

## Lịch sử
Được tạo ra năm 1977 cho cuộc triển lãm documenta 6: "Art in the media – media in art", tác phẩm này được tài trợ bởi Dia Art Foundation. De Maria thuê một công ty dầu ở Texas cùng với sự hướng dẫn và giám sát của công ty kỹ thuật của Hans Jurgen Pickel ở Kassel để lắp đặt tác phẩm. Một hố hẹp, sâu một km đã được đào khoét, cắt xuyên qua sáu lớp địa chất. Thanh đồng được hạ xuống hố theo từng đoạn, được nối vào nhau để tạo thành một thanh dài một km. Trong 79 ngày thi công, người dân địa phương đã phải chịu đựng tiếng ồn lớn của máy khoan. Họ cũng không hài lòng với tổng chi phí của tác phẩm nghệ thuật gần như vô hình này, 750.000 mark Đức (khoảng 2 triệu đô la Mỹ theo giá trị năm 2016).
Kilômét Trái đất thẳng đứng được trưng bày công khai kể từ năm 1977, và được bảo trì bởi Dia Art Foundation.

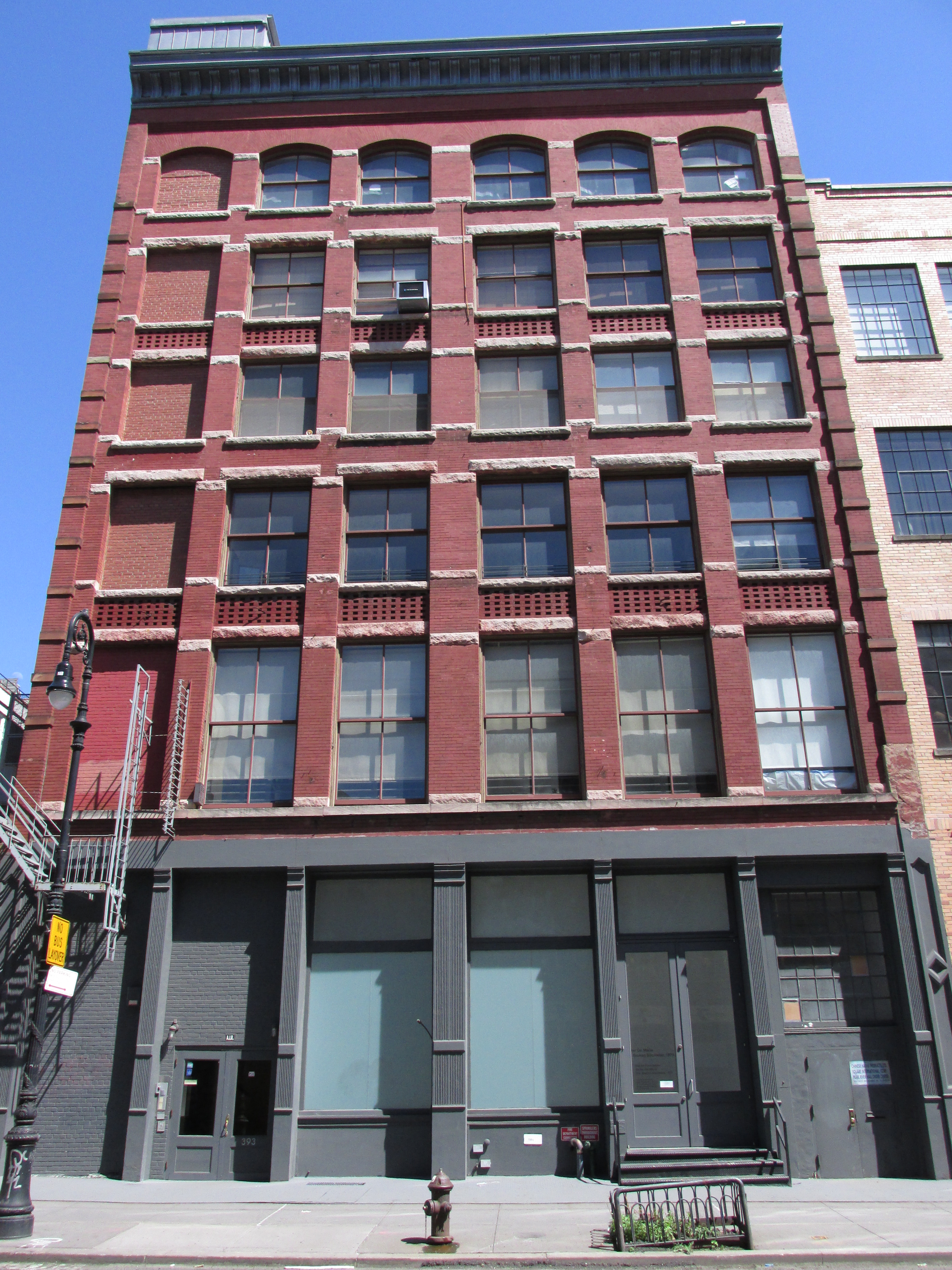
Kilomet Trái Đất bị vỡ

Năm 1979, De Maria đã tạo ra Kilômétt Trái đất bị vỡ như một tác phẩm đồng hành. Nó nằm trong khu SoHo ở thành phố New York và sử dụng một thanh đồng có cùng trọng lượng, chiều dài và đường kính với Kilômét Trái đất thẳng đứng..